# Ober Gabelhorn
Pour les articles homonymes, voir Gabelhorn.
L'Ober Gabelhorn ou Obergabelhorn (littéralement « Corne de la fourchette supérieure »), est un sommet des Alpes valaisannes, culminant à 4 064 m d'altitude.

## Géographie
L'Ober Gabelhorn se trouve dans le canton suisse du Valais, au bout du val de Zinal (la partie sud-est du val d'Anniviers). Il se trouve au-dessus de l'Unter Gabelhorn, entre la Dent Blanche à l'ouest et le Zinalrothorn au nord, au-dessus du glacier de Zinal. Au pied du versant sud se trouve le glacier de Zmutt, dans la vallée de Zmutt (Zmutttal), qui s'étend au sud-ouest de Zermatt.
L'Ober Gabelhorn a une forme pyramidale, semblable à l'Alpamayo ou à l'Ama Dablam, mais à une échelle plus réduite. Sa face nord de 450 m de dénivelé est lisse, complètement glacée et a une inclinaison moyenne de 55°, alors que les autres faces sont surtout rocheuses. L'arête sud-ouest est appelée Arbengrat et l'arête nord-nord-ouest est l'arête du Cœur. L'arête du sud-est rejoint l'Ober Gabeljoch (3 597 m) est le Gabelhorngrat. Sur l'arête nord (où passe la voie normale), se trouve le Wellenkuppe qui est un sommet secondaire du fait de sa faible proéminence.
Il est l'un des cinq sommets de plus de 4 000 m d'altitude qui forment une ceinture de hauts sommets que l'on appelle la « couronne impériale » : le Weisshorn (4 506 m), le Zinalrothorn (4 222 m), l'Ober Gabelhorn (4 064 m), le Bishorn (4 151 m) et la dent Blanche (4 358 m),.

## Histoire
La première ascension est réalisée par Adolphus Warburton Moore, Horace Walker et Jakob Anderegg le 6 juillet 1865, par la face est.
La deuxième ascension du sommet et la première par l'arête nord-nord-ouest est faite un jour plus tard par Lord Douglas, Peter Taugwalder et Joseph Vianin. Au moment de leur montée, ils ne sont pas au courant que le sommet a déjà été vaincu la veille. Douglas et Taugwalder font plusieurs tentatives avant d'atteindre le sommet. P. Inäbnit les accompagne lors de la première tentative de l'arête du sud-est mais ils n'ont pas assez de temps pour aller plus haut que la base de la montagne. Lors de la deuxième tentative ils atteignent le Wellenkuppe (3 900 m), sur l'arête nord-est (la voie normale aujourd'hui), mais ils considèrent que cette arête est trop difficile et trop exposée pour continuer. Ils atteignent finalement le sommet lors de leur troisième tentative (Inäbnit ayant été remplacé par Vianin). Ils sont découragés en apercevant, pendant leur ascension, quelques empreintes sur la face est (faites par Moore, Walker et Anderegg le jour précédent), mais sont soulagés en voyant qu'aucune trace n'est visible sur le sommet. Soudain, une avalanche démarre. Douglas et Taugwalder sont balayés mais, grâce à Vianin qui est resté à une petite distance au-dessous du sommet, ils sont rattrapés par la corde qui ne s'est pas cassée.
L'Arbengrat est gravie pour la première fois en 1874 par Henry Seymour Hoare et E. Hulton avec les guides Johann von Bergen, Peter Rubi et J. Moser. La voie sur le Gabelhorngrat a été ouverte trois ans plus tard par J. Walker Hartley, William Edward Davidson, Peter Rubi et Johann Jaun.
Christian Klucker et Ludwig Norman-Neruda font la première de l'arête est-nord-est le 1er août 1890. De nos jours, la plupart des grimpeurs utilisent cette voie, commençant à la cabane du Rothorn (au-dessus de Zermatt) et passant sur le sommet du Wellenkuppe. L'obstacle majeur est la tour Klucker mais elle est équipée de cordes depuis 1918.
La face nord est gravie pour la première fois le 30 juillet 1930 par Hans Kiener and Rudolf Schwarzgruber.

## Ascension

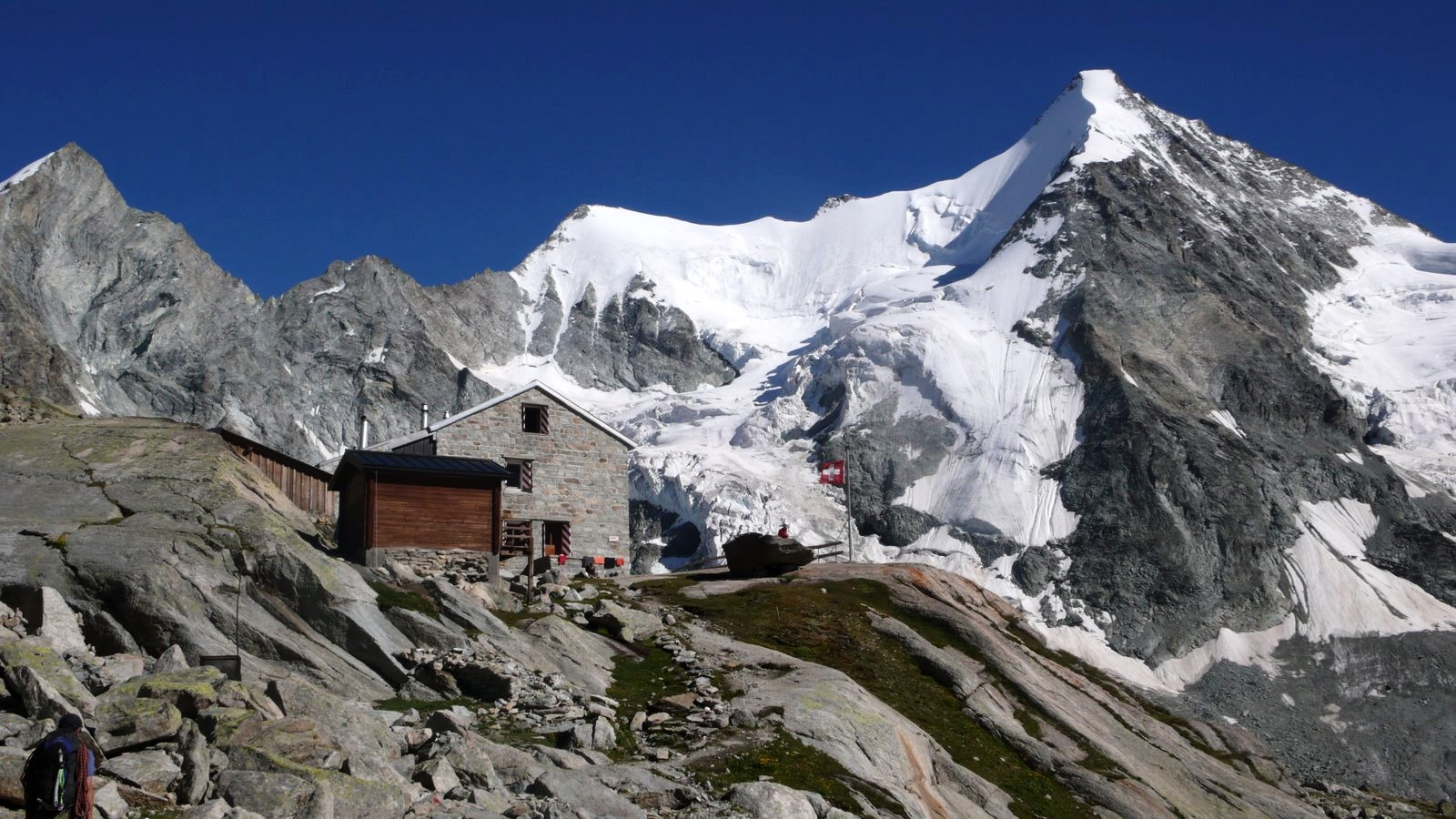
L'Ober Gabelhorn et la cabane du Grand Mountet.

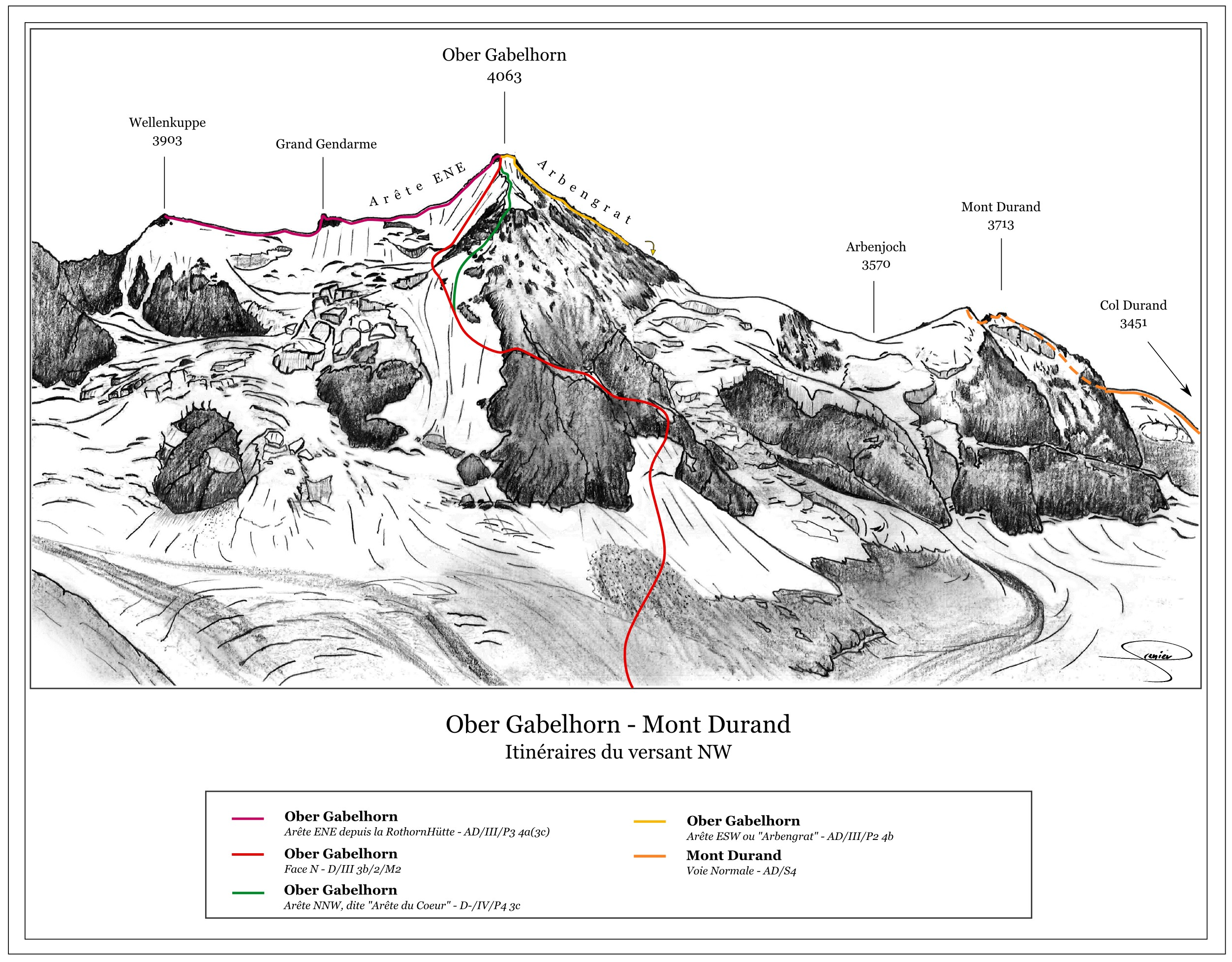
Quatre voies d’ascensions

Les points de départ de l'ascension de l'Ober Gabelhorn sont : la cabane du Grand Mountet (2 886 m), la Schönbielhütte (2 694 m), la Rothornhütte (3 198 m) et le bivouac Arben (3 224 m).
Voies d'ascension :
- Voie normale (Wellenkuppe [3 h] puis arête nord-est [3 h]) : AD- ;
- Arête du cœur : AD, III ;
- Arête Arben : AD ;
- Arête Gabelhorn : AD+ ;
- Face sud : AD/D-, IV ;
- Face nord : TD-[6].